# North Elmsall
North Elmsall – wieś w Anglii, w hrabstwie ceremonialnym West Yorkshire, w dystrykcie metropolitalnym Wakefield. Leży 29 km na południowy wschód od miasta Leeds i 247 km na północ od Londynu.